# Mariah Milano
Mariah Milano, de nombre real Jeanette Benardello (Nueva York, 31 de diciembre de 1979), es una exactriz pornográfica estadounidense.

## Vida
Mariah nació en la ciudad de Nueva York, en una familia con ascendencia italiana. Comenzó su carrera en la industria pornográfica con 18 años, en 1998. Unas semanas antes de cumplir la edad reglamentaria Mariah acompañó a una compañera de instituto a una escena porno, lo que despertó su interés. Poco después iniciaría su debut en la industria, donde trabajaría dos años hasta el 2000, cuando se retira por primera vez. Volvió en 2004, año en el que estrenó su propia web, y en 2006 adoptó su nombre artístico, además de someterse a una operación de aumento de pecho. Se retiró definitivamente a finales de 2011, debido a su descontento por la situación de la industria y su descontrol en lo referente a la prevención de enfermedades de transmisión sexual, pues - según denunció - muchas actrices se prostituían poniendo en riesgo al resto de actores. En total apareció aproximadamente en 240 películas porno. Actualmente mantiene una web sobre comida y viajes.

## Premios
| Año  | Premio       | Resultado | Categoría   |
| ---- | ------------ | --------- | ----------- |
| 2009 | Premios XRCO | nominada  | deep throat |
| 2011 | Premios AVN  | nominada  | Mejor web   |